# BAP Arica (R-4)
El BAP Arica (R-4), llamado inicialmente BAP R-4, fue uno de los submarinos ordenado por la Marina de Guerra del Perú a la The Electric Boat Company. Se le cambió el nombre a Arica en honor a la batalla del mismo nombre, ocurrida durante la Guerra del Pacífico.

## Contexto histórico
Tras la baja de los sumergibles Teniente Ferré y Teniente Palacios, la Marina peruana se encontraba en un periodo de inactividad material en materia de submarinos. Tras una delicada situación con Chile (debido a la Cuestión de Tacna y Arica) y el profundo desequilibrio entre su Armada y la Marina peruana, motivo a que se emitiera una orden para construir dos submarinos en los Estados Unidos: el R-1 y el R-2. En una segunda etapa de este plan de operaciones, el gobierno peruano aprobó la compra de dos submarinos más: R-3 y el R-4.

## Llegada al Perú y visita oficial a Chile
El R-4 zarpó, junto al R-3, el 17 de octubre de 1928 hacia el puerto del Callao, llegando el 5 de noviembre. 4 años después formaría parte de la comitiva que partiría junto con los cruceros Almirante Grau y Coronel Bolognesi y los submarinos R-1, R-2 y R-3 hacia el puerto chileno de Valparaíso, en una visita oficial con motivo de la firma del Tratado de Lima entre esos dos países.

## Guerra colombo-peruana
En 1932, el submarino recibiría su bautismo de fuego, al intervenir en la guerra colombo-peruana, junto con el submarino R-1 y el crucero Almirante Grau, navegando por el Atlántico e internándose en el río Amazonas. Allí se enfrentó a las tropas navales enviadas por el Estado colombiano.

## Guerra peruano-ecuatoriana
Al estallar el conflicto con Ecuador en 1941, este submarino, junto al R-3, se encontraba en recorrido y carena, dirigiéndose al teatro de operaciones el 25 de julio, incorporándose a la escuadra el 27. Con su base en Zorritos, realizó misiones de patrulla en los puertos del litoral norte, el golfo de Guayaquil e incursionando, inclusive en el canal de Jambelí. 
Debido al total repliegue de las naves ecuatorianas hacia Guayaquil, y dado que en el frente marítimo ya no existía ninguna amenaza, los buques de la Marina peruana fueron replegándose hacia el Callao: el R-4 zarparía el 25 de octubre de 1941.

## Revisión, cambio de nombre y baja
En 1950 fue enviado a los Estados Unidos con el fin de revisarlo. En 1957, el R-4 pasó a llamarse Arica. Al año siguiente, y tras 30 años de servicio, debido a la compra de submarinos más modernos, todos las unidades de la clase R pertenecientes a la Marina peruana fueron dadas de baja.

### Buques de la clase
• R-1
• R-2
• R-3